# Francesco Ceppatelli
Francesco Ceppatelli detto Tabarre (Volterra, 13 luglio 1859 – Volterra, 1º maggio 1921) è stato un fantino italiano.

## Carriera
Tabarre è tra i fantini più vittoriosi della storia del Palio di Siena, con undici vittorie su trentanove Palii corsi. Nonostante ciò, in vita mantenne sempre un atteggiamento da anti-divo: schivo di carattere, non volle mai essere fotografato, e di lui non esistono fotografie ufficiali con alcuna Contrada.
Deve il suo soprannome al tabarro, un mantello a ruota da uomo (di lontanissime origini storiche) che era solito indossare durante la sua attività di cavallaio a Vicarello (vicino a Volterra).
Toscano, nato a Volterra in provincia di Pisa, debuttò in Piazza del Campo nel 1885 a ventisei anni, mediamente tardi rispetto alla media dei fantini dell'epoca. Molto probabilmente fu introdotto nell'ambiente senese dai fratelli fantini Leopoldo e Rinaldo Pasqualetti, rispettivamente soprannominati Sordo e Cappuccino, suoi concittadini ed entrambi già nel giro da una decina di anni.
Visse i primi anni da comprimario in Piazza, brillando solamente nel Palio dell'agosto 1886 corso nella Civetta sul cavallo Lupetto, in cui chiuse al secondo posto.
Tabarre legò i suoi primi successi alla cavalla Gemma (di proprietà di Baldassarre Marchetti), con la quale corse tre Palii consecutivi, due dei quali vinti: luglio 1888 e 1889. In occasione del primo successo, Tabarre riuscì a vincere per la Chiocciola conducendo la "carriera" dall'inizio, e contenendo poi il ritorno di Genesio Sampieri detto Il Moro per la Selva. Il successo del 4 luglio 1889 fu storico: Tabarre montò Gemma, infortunatasi ad una gamba nel corso della terza prova, e riuscì a compiere una rimonta sensazionale a colpi di nerbate, conclusasi con il sorpasso vincente all'ultima curva di San Martino.
Divenuto ormai tra i fantini più ambiti, Tabarre realizzò uno storico cappotto per il Drago, oltreché personale: nel 1890 vinse infatti sia in luglio sia in agosto. Per queste vittorie, ricevette compe compenso 1.750 lire; nonostante la cifra ingente per l'epoca, Tabarre continuò a condurre uno stile di vita poco agiato.
Dopo aver saltato il Palio di luglio 1891, Tabarre vinse il suo terzo Palio consecutivo ad agosto, con la Tartuca. Ed incredibilmente bissò il giorno dopo, in occasione del Palio straordinario "alla romana" organizzato dalla Società delle Feste. L'impresa di vincere due Palii corsi in due giorni consecutivi era riuscita solamente a Giuseppe Maria Bartaletti detto Strega nel 1712: Tabarre era ormai il dominatore incontrastato del Palio. La sua supremazia fu confermata dalla vittoria dell'agosto 1892 nell'Oca.
I primi due Palii del 1893 (lo straordinario di maggio, e quello di Provenzano in luglio) sembrarono sancire il primo momento di crisi per Tabarre, rimasto per la prima volta a secco dal 1887. Oltretutto a maggio finì a terra, spinto al canape dal Moro, mentre a luglio venne ostacolato dal fantino Abbacchio. Ma Tabarre dimostrò la sua forza al Palio dell'Assunta, nella Torre: memore delle vicende precedenti, vinse incontrastato il Palio facendosi largo a colpi di nerbate nei confronti di Bozzetto. Fu la prima vittorie di uno storico filotto di quattro: cappotto personale nel 1894 con Drago e Istrice (in agosto Tabarre vinse da infortunato al ginocchio, in seguito ad una caduta al canape durante la mossa), e luglio 1895 ancora con la Torre.
Nel Palio di luglio 1894, nel corso del terzo giro di Piazza, davanti al Palco delle Comparse, Tabarre riuscì persino a schivare uno scudo che gli era stato lanciato contro da un paggio della Contrada della Torre. In occasione del Palio seguente (agosto 1894) dovette affrontare una situazione particolarmente complicata. La mossa fu infatti lunga e complicata, vi fu anche un abbassamento precauzione del canape che spinse molti cavalli a lanciarsi al galoppo sul tufo della Piazza; tra essi vi era anche Angiolusse, cavallo dell'Istrice montato appunto da Tabarre, che alla prima curva di San Martino cadde rovinosamente. Il fantino si ruppe il ginocchio destro urtando contro le tavole e fu più volte sul punto di svenire. Dopo alcuni minuti, vincendo la fatica, riuscì comunque a ripresentarsi al canape; dopo aver evitato un'ulteriore caduta, riuscì a partire in testa ed a portare a casa un'altra vittoria. L'ultima vittoria di Tabarre, datata luglio 1895, fu sotto i colori della Torre sull'esordiente Otello; partito male, riuscì comunque ad effettuare una rimonta costante, fino al decisivo sorpasso al terzo Casato ai danni del Nicchio con Leggerino.
Da quel momento in poi iniziò per Tabarre un inesorabile declino: corse ben dieci carriere nel nuovo secolo, ma solo il 16 agosto 1904 si avvicinò al successo. Disputò il suo ultimo Palio a quarantanove anni nel 1908, cadendo però già alla mossa.
Francesco Ceppatelli detto Tabarre morì il 1º maggio 1921, venendo successivamente tumulato nel cimitero di Volterra in un imponente complesso monumentale da lui stesso acquistato con i proventi delle vittorie.

## Presenze al Palio di Siena
Le vittorie sono evidenziate ed indicate in neretto.
| Palio             | Contrada     | Cavallo                | Note   |
| ----------------- | ------------ | ---------------------- | ------ |
| 2 luglio 1885     | Bruco        | Morello di L. Vanni    |        |
| 16 agosto 1885    | Valdimontone | Baio di N. Nardi       |        |
| 4 luglio 1886     | Onda         | Grigio di C. Bichi     |        |
| 16 agosto 1886    | Civetta      | Morello di A. Gracci   |        |
| 16 luglio 1887    | Valdimontone | Baio di G. Boscagli    |        |
| 16 agosto 1887    | Lupa         | Baio di S. Franchi     | scosso |
| 2 luglio 1888     | Chiocciola   | Gemma                  |        |
| 16 agosto 1888    | Bruco        | Gemma                  |        |
| 4 luglio 1889     | Tartuca      | Gemma                  |        |
| 16 agosto 1889    | Tartuca      | Baio di L. Franci      |        |
| 2 luglio 1890     | Drago        | Febo                   |        |
| 16 agosto 1890    | Drago        | Farfallina             |        |
| 16 agosto 1891    | Tartuca      | Farfallina             |        |
| 17 agosto 1891    | Oca          | Farfallina             |        |
| 3 luglio 1892     | Nicchio      | Baio di A. Butini      |        |
| 18 agosto 1892    | Oca          | Baio di A. Butini      |        |
| 29 maggio 1893    | Drago        | Baio di A. Gracci      | scosso |
| 2 luglio 1893     | Lupa         | Baio di A. Fanetti     |        |
| 16 agosto 1893    | Torre        | Lampino                |        |
| 2 luglio 1894     | Drago        | Morello di S. Borgogni |        |
| 16 agosto 1894    | Istrice      | Angiolusse             |        |
| 2 luglio 1895     | Torre        | Otello                 |        |
| 16 agosto 1895    | Torre        | Baio di A. Butini      |        |
| 2 luglio 1896     | Drago        | Baio di D. Bianciardi  |        |
| 16 agosto 1896    | Nicchio      | Baio di A. Fanetti     |        |
| 25 agosto 1896    | Drago        | Baio di A. Berni       |        |
| 23 settembre 1896 | Lupa         | Grigio di G. Boscagli  |        |
| 4 luglio 1897     | Istrice      | Baio di L. Franci      |        |
| 16 agosto 1899    | Aquila       | Baio di N. Turillazzi  |        |
| 2 luglio 1901     | Torre        | Morello di C. Bichi    |        |
| 16 agosto 1901    | Chiocciola   | Baio di F. Rosi        |        |
| 2 luglio 1902     | Aquila       | Morello di C. Bichi    |        |
| 16 agosto 1902    | Selva        | Baio di T. Nardi       |        |
| 2 luglio 1903     | Civetta      | Baio di C. Naldini     | scosso |
| 16 agosto 1903    | Aquila       | Sauro di A. Gracci     |        |
| 17 aprile 1904    | Onda         | Lella                  |        |
| 3 luglio 1904     | Istrice      | Morello di L. Beligni  |        |
| 16 agosto 1904    | Giraffa      | Sauro di C. Bartoli    |        |
| 16 agosto 1908    | Istrice      | Grigio di A. Mattii    | scosso |